# San Barnaba (Mantua)
Die Kirche San Barnaba ist eine römisch-katholische Pfarrkirche in Mantua. Sie ist dem biblischen Apostel Barnabas geweiht, der laut Legende auch der erste Bischof von Mailand gewesen sein soll, und liegt an der kleinen Piazza Bazzani bei der Kreuzung Via Giovanni Chiassi und Via Carlo Poma.

## Geschichte

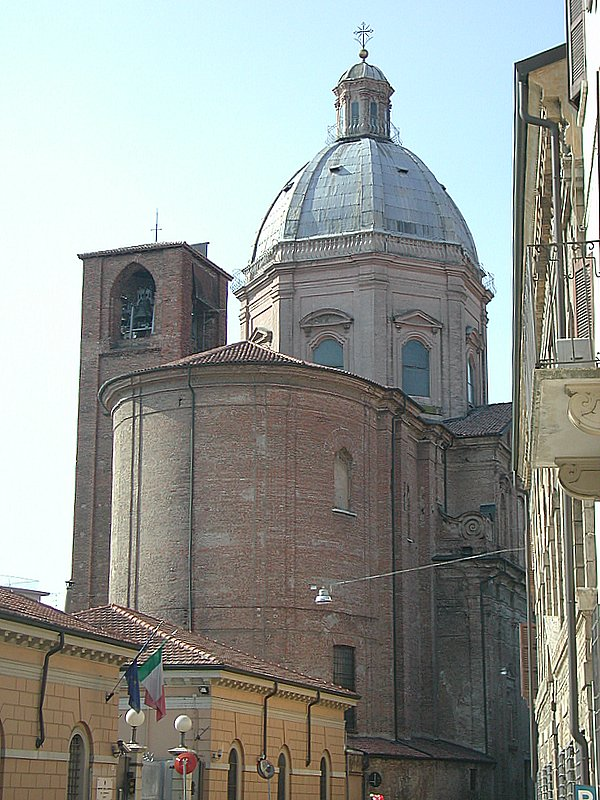
Chorkuppel, Apsis und Glockenturm

Das erste Kirchengebäude von San Barnaba wurde um das Jahr 1263 erbaut. Später wurde ein angrenzendes Kloster gebaut und die Kirche wurde 1397 von Francesco I. Gonzaga den Serviten anvertraut.
1546 wurde dort Giulio Romano begraben. Während der Umbauarbeiten, die 1737 mit dem Aufbau der Fassade nach einem Entwurf von Antonio Bibiena endeten, wurde das Grabmal zerstört und entfernt.
Aus der Gotik stammt ein Teil des Kreuzgangs des Klosters, das in der napoleonischen Epoche, als der gesamte Gebäudekomplex als Krankenhaus diente, und 1797 aufgehoben wurde. Anfang des 20. Jahrhunderts wurden schließlich zwei der vier Seiten des Kreuzgangs abgerissen, um Platz für das Stadtgefängnis zu schaffen.

## Beschreibung
Der Innenraum von San Barnaba stammt aus der Feder des aus Mantua stammenden Architekten Doricilio Moscatelli. Er besteht aus einem einzigen Kirchenschiff an dem auf beiden Seiten jeweils drei Seitenkapellen symmetrisch angeordnet sind. Die Seitenkapellen sind jeweils durch Balustraden vom Kirchenschiff abgegrenzt und besitzen jeweils mehrfarbige barocke Marmoraltäre. 
Die erste vom Haupteingang rechts liegende Seitenkapelle ist Josef von Nazaret geweiht und wurde 1738 fertiggestellt. Daran schließt die Kapelle des Serviten Peregrinus Laziosi, während die letzte Seitenkapelle auf der rechten Seite der Mater Dolorosa geweiht ist und 1732 erbaut wurde. Auf der gegenüberliegenden Seite befindet sich die dem Philipp Benizi geweihte Kapelle. Die anschließend mittlere Seitenkapelle ist der heiligen Juliana von Falconieri sowie den seliggesprochenen Giacomo Filippo Bertoni und Giovannangelo Porro geweiht. Die Kapelle fällt durch ein Bild des Simon von Trient auf und zeugt vom Wiederaufleben des Simonkults im 18. Jahrhundert. Die vom Haupteingang aus erste rechts liegende Seitenkapelle ist der Unbefleckten Empfängnis geweiht.

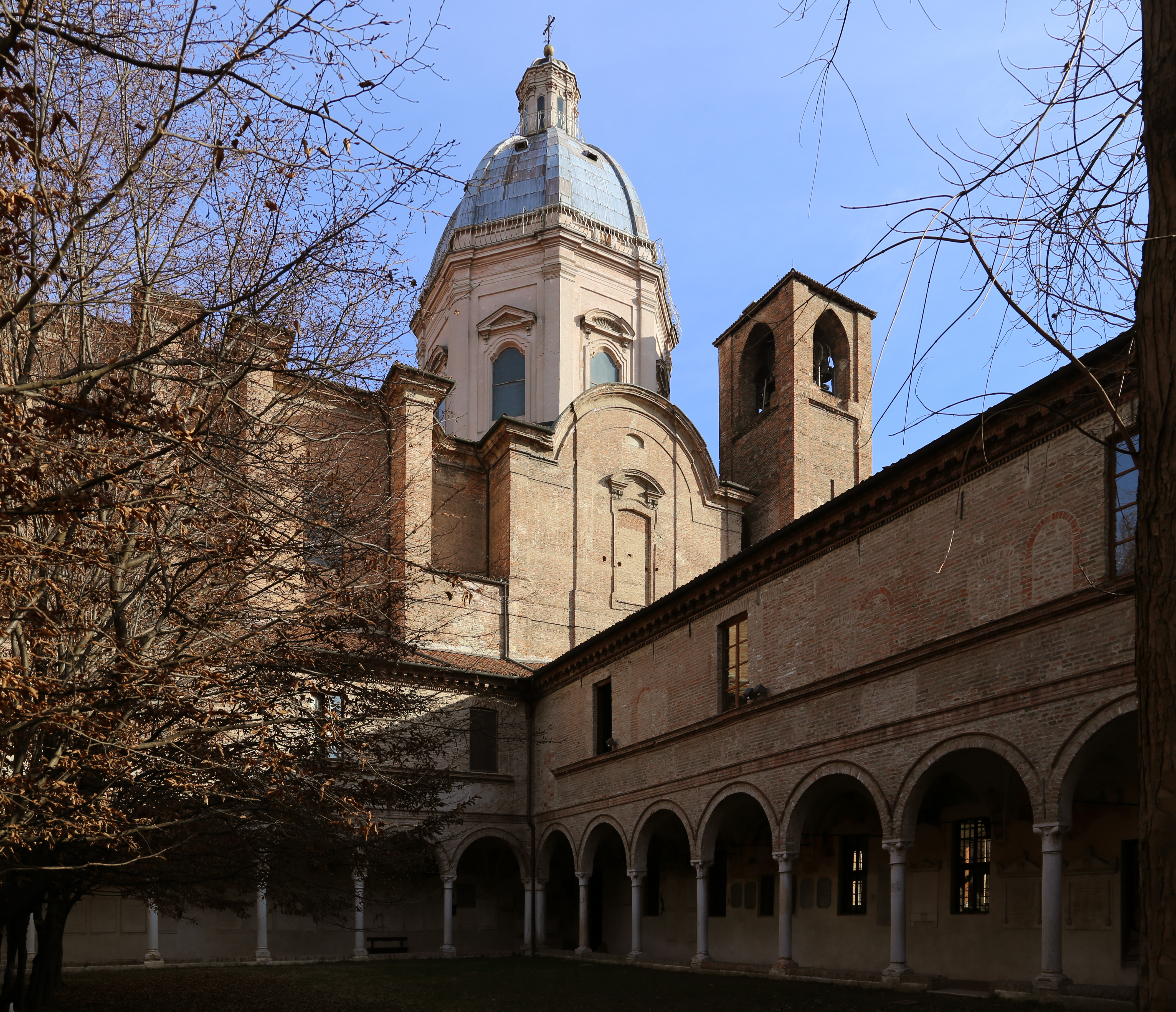
Erhaltener Teil des Kreuzgangs mit der dahinter angrenzenden Kirche
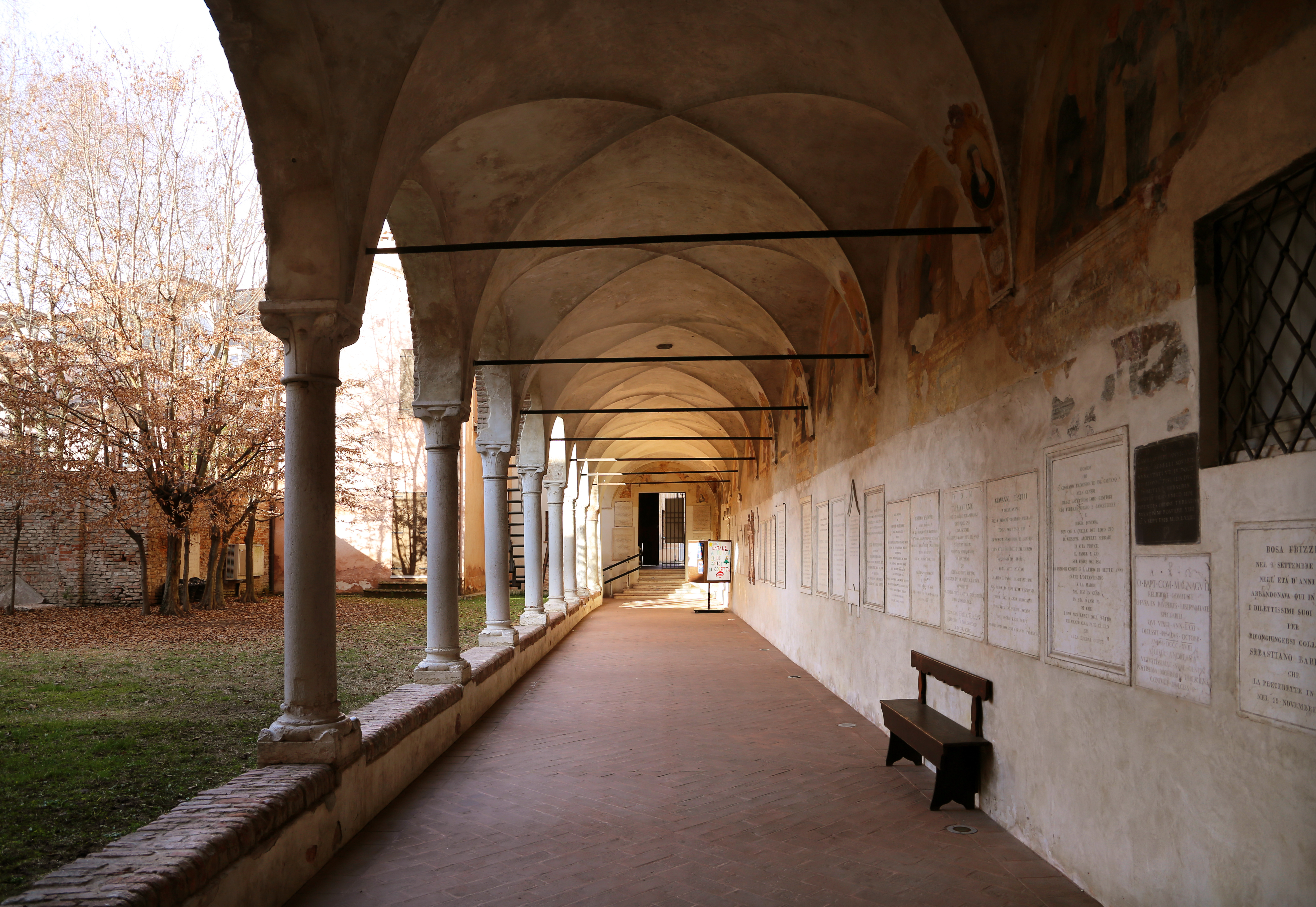
Kreuzgang mit Grabplatten
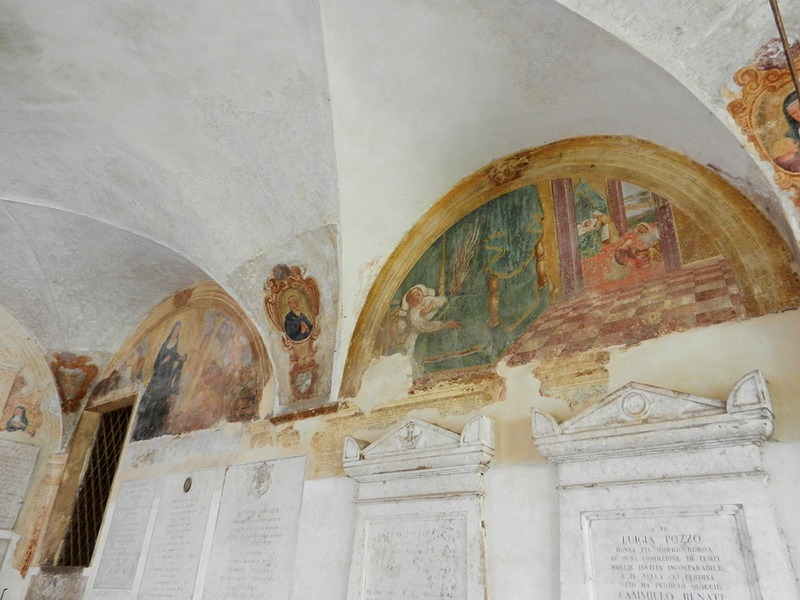
Freskenzyklus aus dem Leben des heiligen Philipp Benizi (17. Jhdt.)

Der Chor ist durch einige Stufen vom Kirchenschiff erreichbar. Er besticht durch seine hohe Chorkuppel, die der Kirche San Barnaba ihr charakteristisches Aussehen verleiht. Die hinter dem Chor liegende tiefe halbrunde Apsis wird durch mehrere große Fenster beleuchtet.
Zu den erhaltenen Gemälden gehören:
- Kreuzweg von Giuseppe Bazzani
- Salvator Mundi von Teodoro Ghisi an der Wand des Presbyteriums
- Madonna mit Kind u Hl. Philipp Benizi (Ende 16. Jh.) von Bernardino Malpizzi
- das große Gemälde der Wundersame Brotvermehrung (1582–1583) von Lorenzo Costa
- Altarbild mit dem Bildnis des Hl. Philipp Benizi von Giuseppe Orioli (1730)
- Hochzeit zu Kana von Alessandro Maganza (letzte Jahrzehnte des 16. Jh.)
- Madonna mit Kind von Girolamo Bonsignori
- Tod der Hl. Giuliana Falconieri von Siro Baroni (1732)[3]
- das beschädigte Fresko vom Ende des 15. Jahrhunderts, das die Selige Elisabeth von Mantua (Bartolomea Picenardi) darstellt

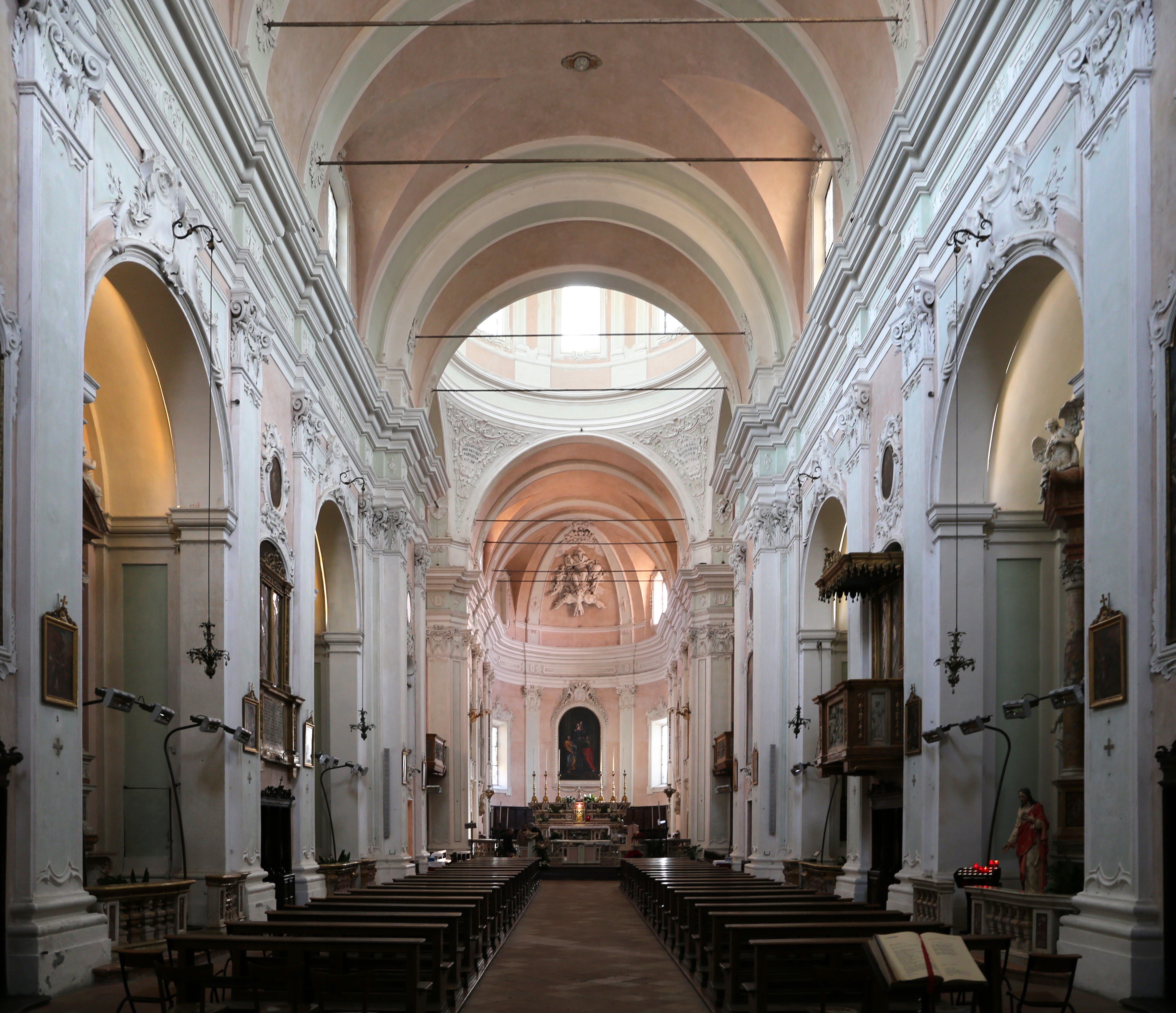
Kirchenschiff mit Chor und Apsis
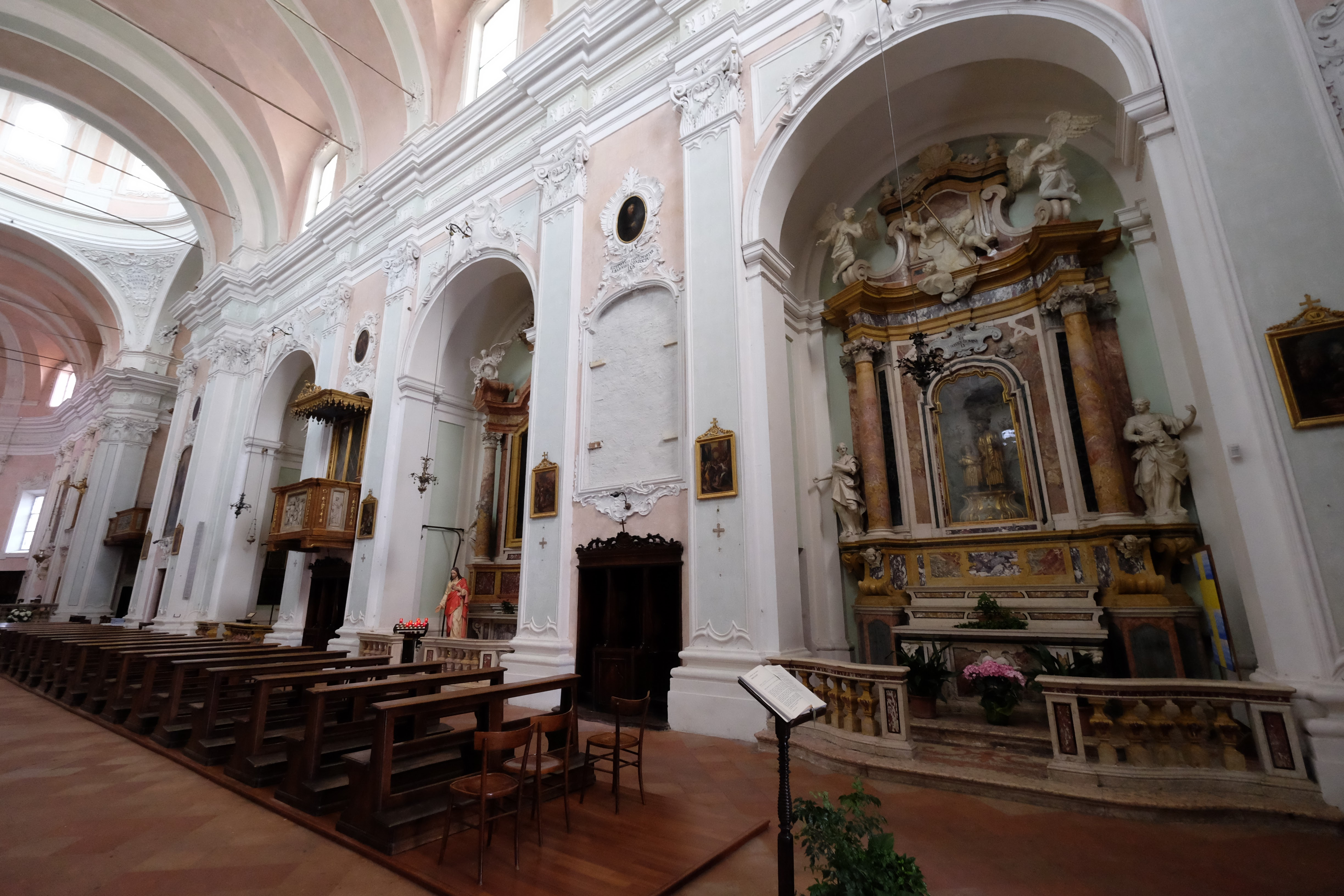
Seitenkapelle des Josef von Nazaret
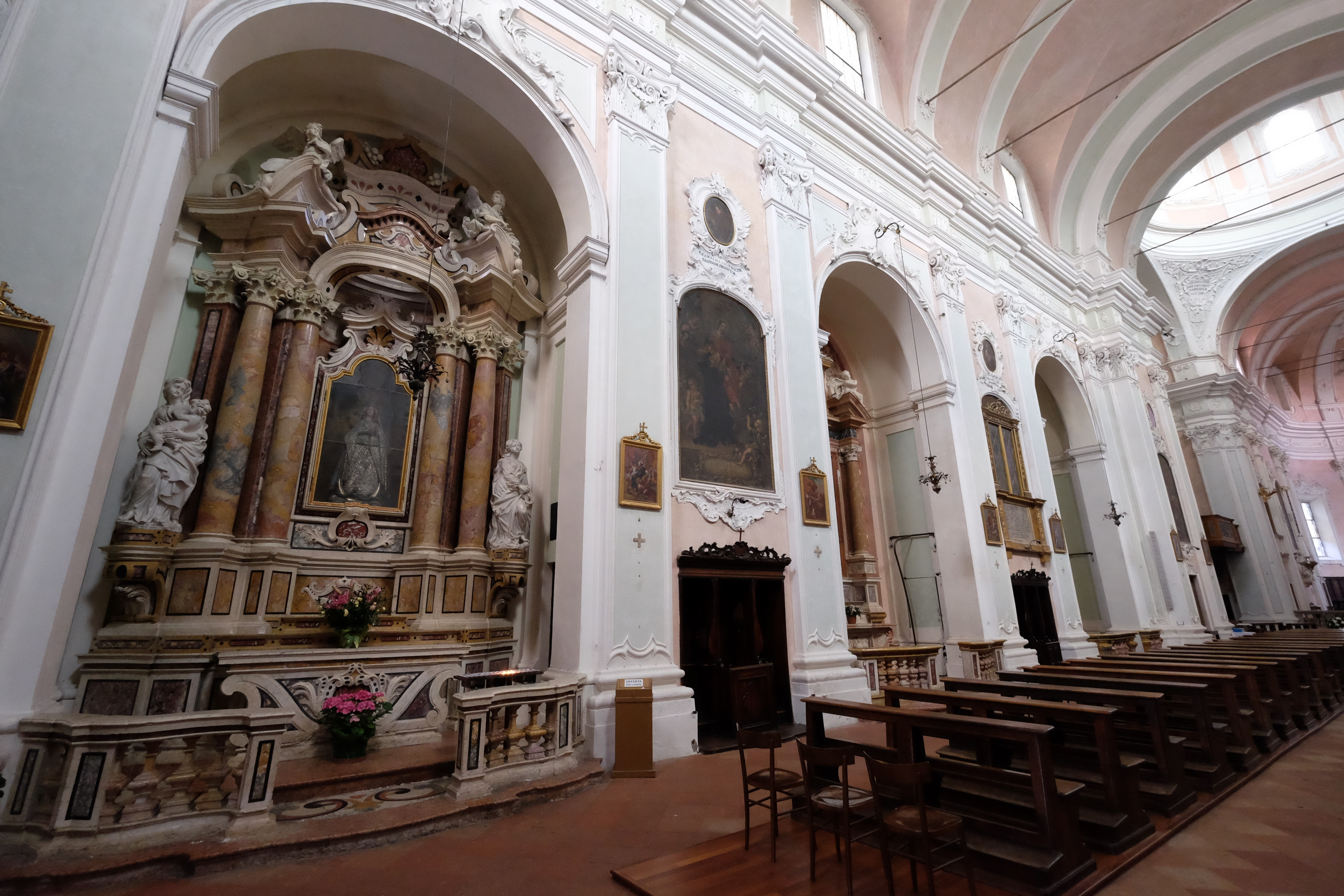
Seitenkapelle der Unbefleckten Empfängnis
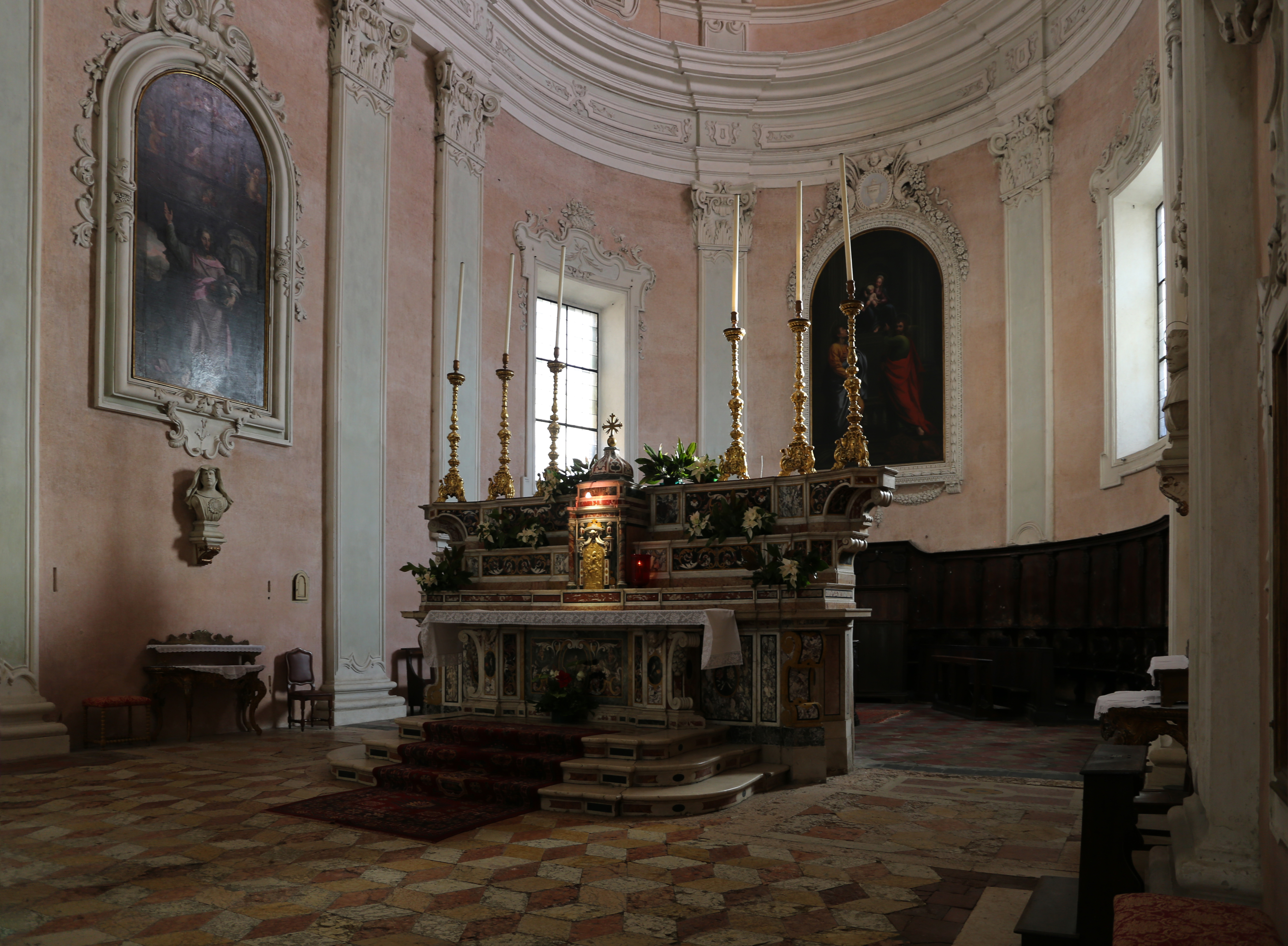
Hauptaltar und Apsis
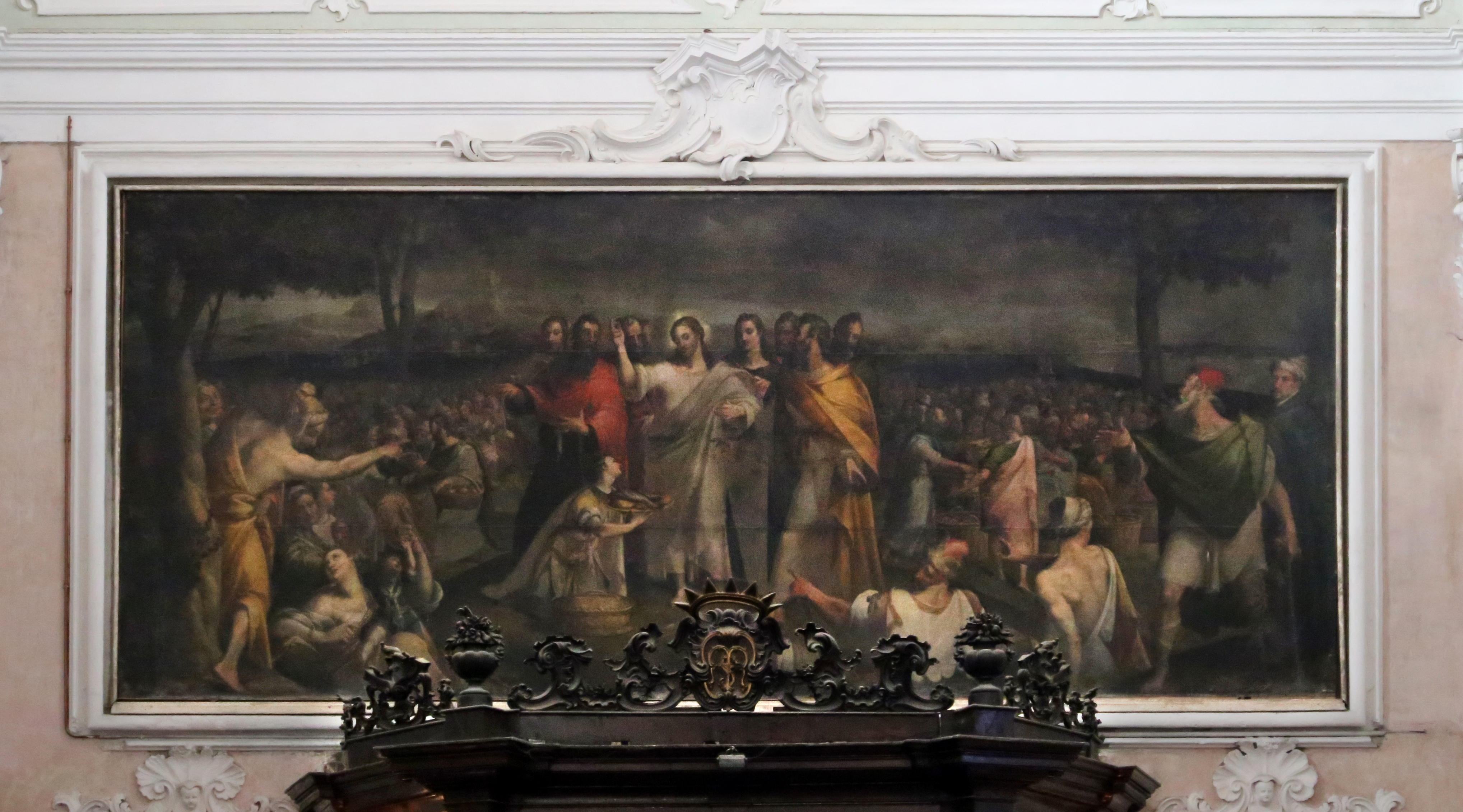
Wundersame Brotvermehrung von Lorenzo Costa über dem Haupteingang